# Грачёв, Михаил Алексеевич
Михаил Алексеевич Грачёв (14 февраля 1897, Саратов,  Российская империя —  1963, Ставрополь, РСФСР, СССР) — советский военачальник, полковник (17.02.1938).

## Биография
Родился 14 февраля 1897 года в городе Саратов. Русский.

### Военная служба

#### Первая мировая война и революция
17 марта 1915 года поступил на военную службу рядовым, затем был командирован юнкером в Оренбургскую школу прапорщиков. 20 октября выпущен из нее в чине прапорщика и служил младшим офицером в 146-м запасном пехотном и 15-м маршевом полках в городе Балашов. В конце 1916 года начале 1917 года с последним убыл на Юго-Западный фронт и в течение года воевал в строевых частях в Галиции, в районах городов Тарнополь и Збараж. Последний чин — подпоручик. Командовал ротой в 1-м ударном революционном полку Юго-Западного фронта.

#### Гражданская война
10 августа 1918 года вступил в РККА и был назначен техником оборонительных работ технического отдела по укреплению города Царицын. С февраля 1919 года служил в рабочей инженерной дружине и военно-инженерном батальоне 10-й армии командиром роты, врид командира и помощником командира дружины, командиром роты военно-инженерного батальона. Участвовал в боях против войск генералов П. Н. Краснова и А. И. Деникина под Царицыном.

#### Межвоенные годы
С января 1921 года он служил в СКВО командиром 10-й и 34-й отдельных трудовых технических рот, с июля — помощник по административной части 7-го военно-полевого строительства Кавказской армии, с июля — старшим инструктором всеобуча и инспектором по допризывной подготовке Царицынской губернии. С марта 1923 года временно исполнял должность председателя Всесоюзного Совета физической культуры Царицынской губернии. С мая был врид помощника военкома, а с июня — вновь инспектором по допризывной подготовке Царицынского губвоенкомата. В декабре 1924 года командирован на курсы при Высшей школе физического образования в Ленинграде, по окончании которой в августе 1925 года был назначен помощником начальника отдела вневойсковой подготовки управления территориального округа 31-й стрелковой дивизии. С апреля 1926 года — наблюдающий за физической подготовкой в дивизии. С 10 октября исполнял должность военного коменданта города Сталинград. В мае 1927 года назначен помощником начальника 1-й (оперативной) части штаба 31-й стрелковой дивизии. С октября 1929 года по июнь 1930 года проходил подготовку на разведывательных КУКС при IV управлении Штаба РККА. С апреля 1931 года командовал батальоном в 171-м Челябинском стрелковом полку 57-й стрелковой дивизии ПриВО, с октября был помощником начальника 1-й (оперативной) части штаба Пугачевской стрелковой дивизии. С апреля 1932 года исполнял должность начальника штаба 92-го стрелкового полка 31-й стрелковой дивизии, с сентября — 102-го стрелкового полка 34-й стрелковой дивизии, с июля 1933 года — вновь 92-го стрелкового полка. В январе 1934 года направлен на Дальний Восток начальником штаба 8-го отдельного Сучанского стрелкового полка, входившего в состав ОКДВА, затем Сучанского УРа ТОФ. С 31 января 1938 года вступил в командование этим полком. 26 декабря 1938 года переведен командиром 299-го горнострелкового полка 4-й стрелковой бригады 59-го стрелкового корпуса. С 17 февраля 1940 года исполнял должность начальника пехоты 22-й стрелковой дивизии. 14 марта 1941 года полковник  Грачев переведен командиром 217-й стрелковой дивизии, формировавшейся в ОрВО в город Борисоглебск.

#### Великая Отечественная война
В начале  войны дивизия с 30 июня 1941 года по железной дороге была передислоцирована из Борисоглебска через Липецк, Орел в район Брянска. Там она вошла в 28-ю армию Группы армий резерва Ставки ГК, а с 15 июля находилась в подчинении Фронта резервных армий. В начале августа дивизия была передана 43-й армии и участвовала в Смоленском сражении, занимала оборону по реке Десна, частью сил вела бои за город Рославль. В середине августа она перешла в подчинение 50-й армии Брянского фронта. С 30 сентября ее части приняли участие в Орловско-Брянской оборонительной операции, вели тяжелые бои в окружении. В ходе этой операции 12 октября 1941 года полковник  Грачёв в районе реки Рессеты попал в плен и до конца войны находился в лагерях военнопленных в Германии. 26 апреля освобожден из плена и переправлен в Париж в распоряжение советской миссии по репатриации советских граждан.

#### Послевоенное время
В конце мая 1945 года направлен из Парижа в Москву, затем проходил государственную проверку при 32-м запасном стрелковом полку 12-й запасной стрелковой дивизии Юж.-УрВО. Достойное поведение его в плену и преданность Советской Родине подтвердил находившийся с ним в немецком лагере (крепость Вайсенбург)  генерал-майор И. М. Антюфеев. Однако Военным трибуналом Юж.-УрВО  Грачев был осужден на 10 лет ИТЛ с лишением воинского звания «полковник». После освобождения 7 апреля 1956 года реабилитирован.

## Награды
- медаль «XX лет Рабоче-Крестьянской Красной Армии» (1938)
- медаль «За победу над Германией в Великой Отечественной войне 1941—1945 гг.»